# Ophiobolus jacobaeae
Ophiobolus jacobaeae är en svampart som beskrevs av Oudem. . Ophiobolus jacobaeae ingår i släktet Ophiobolus och familjen Leptosphaeriaceae.   Inga underarter finns listade i Catalogue of Life.